# Cantó de Cysoing

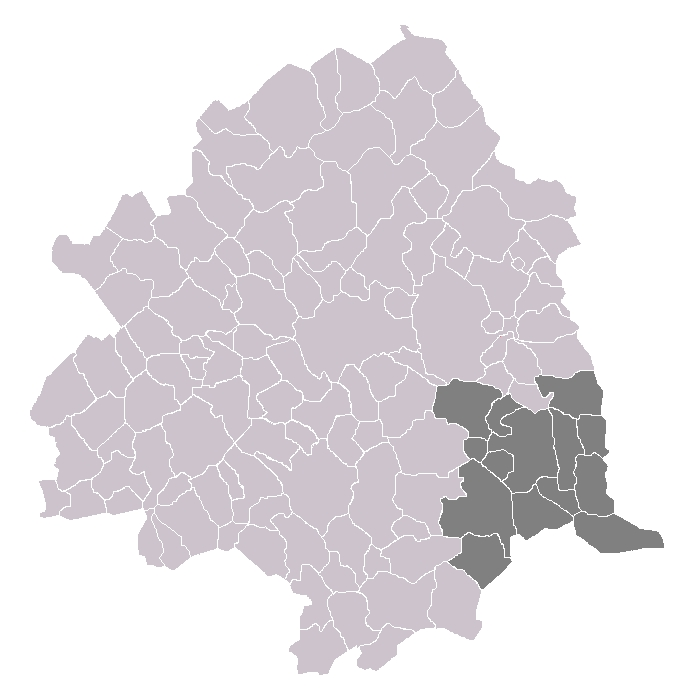
Cantó de Cysoing

El cantó de Cysoing és una divisió administrativa francesa, situada al departament del Nord i la regió dels Alts de França.

## Composició
El cantó de Cysoing comprèn les comunes de:
- Bachy
- Bourghelles
- Bouvines
- Camphin-en-Pévèle
- Cappelle-en-Pévèle
- Cobrieux
- Cysoing
- Genech
- Louvil
- Mouchin
- Péronne-en-Mélantois
- Sainghin-en-Mélantois
- Templeuve
- Wannehain

## Història
| Date d'elecció                        | Identitat  | Partit |
| ------------------------------------- | ---------- | ------ |
| 2004-                                 | Luc Monnet | UMP    |
| Les dades anteriors no són conegudes. |            |        |
|                                       |            |        |

## Demografia
| 1962 | 1968   | 1975   | 1982   | 1990   | 1999   | 2006   |
| ---- | ------ | ------ | ------ | ------ | ------ | ------ |
| -    | 17.895 | 20.113 | 21.606 | 23.400 | 25.947 | 26.667 |